# Samsung Galaxy Ace 3
Samsung Galaxy Ace 3 (GT-S7270/GT-S7272/GT-S7275R) là điện thoại thông minh sản xuất bởi Samsung chạy hệ điều hành Android. Công bố và phát hành bởi Samsung vào tháng 6 năm 2013, Galaxy Ace 3 là sự kế thừa của Galaxy Ace 2.
Galaxy Ace 3 là thiết bị lõi kép, bán cho phân khúc tầm trung; bản LTE  có Qualcomm Snapdragon MSM8930 SoC, trong khi bản 3G có Broadcomm BCM21664 SoC với a 1 GHz lõi-kép ARM Cortex-A9 CPU và Broadcomm VideoCore IV GPU.
Vào tháng 6 năm 2013, nó được bán trên Levant.

## Tính năng
Galaxy Ace 3 là điện thoại thông minh 3.5G và 4G, với đa băng thông GSM và công bố với hai băng thông HSDPA (900/2100)MHz với 14,4(tải xuống)/5,76(tải lên) Mbit/s. Nó có màn hình cảm ứng điện dung 4.0 inch PLS TFT LCD với 16M màu độ phân giải WVGA (480x800). Nó có máy ảnh 5-megapixel với LED flash và tự động lấy nét, cho phép quay video độ phân giải QVGA (320x240), VGA (640x480) và HD (1280x720) và máy ảnh VGA phía trước. Galaxy Ace 3 có pin Li-Ion 1500 mAh.
Galaxy Ace 3 chạy Android 4.2.2 Jelly Bean, giao diện người dùng TouchWiz Nature UX 2.0 của Samsung.
Galaxy Ace 3 tích hợp mạng xã hội và đa phương tiện. Nó được cài sẵn Google Apps cũng như Google+ và Google Messenger. Galaxy Ace 3 có sẵn màu đen kim loại, trắng và đỏ rượu.